# 日本の軍事
日本の軍事（にほんのぐんじ）では、第二次世界大戦後の日本の国家安全保障政策と防衛力について概観するために、軍事情勢、軍事政策そして軍事制度について説明する。
ここでは日本の安全保障政策全般を概説するので、憲法9条問題に関しては日本国憲法第9条、核武装問題に関しては日本の核武装論、各方面の領土問題に関しては北方領土問題、竹島問題、尖閣諸島問題を参照されたい。
また近年は、福島第一原子力発電所事故による安全保障上の大きな事象が発生した。

## 概要
第二次世界大戦において敗北したために日本はその軍事力の大部分を失った。日本はアメリカ合衆国主導の連合国軍占領下に置かれ、大日本帝国陸軍・海軍は解体され帝国主義を破棄したことにより、朝鮮、台湾、南洋諸島といった海外領土を失った。その後に朝鮮戦争で顕在化した米ソ冷戦において、ソ連などの共産主義勢力に対抗するために軍備を再建し、サンフランシスコ講和条約発効による主権回復に伴い米国と日米安全保障条約を締結し、在日米軍の駐留が継続された。
ただし、造成する軍備の程度は防衛活動の必要最低限に抑え、また国際連合への協力や東アジア・太平洋地域の国際関係に考慮して武力行使は防衛の局面に限り、最小限に留めている。
さらに、民主主義国家としての軍事に対する政治優先を原則とした文民統制に基づく政軍関係を採っている。

## 防衛情勢

### 地理的環境

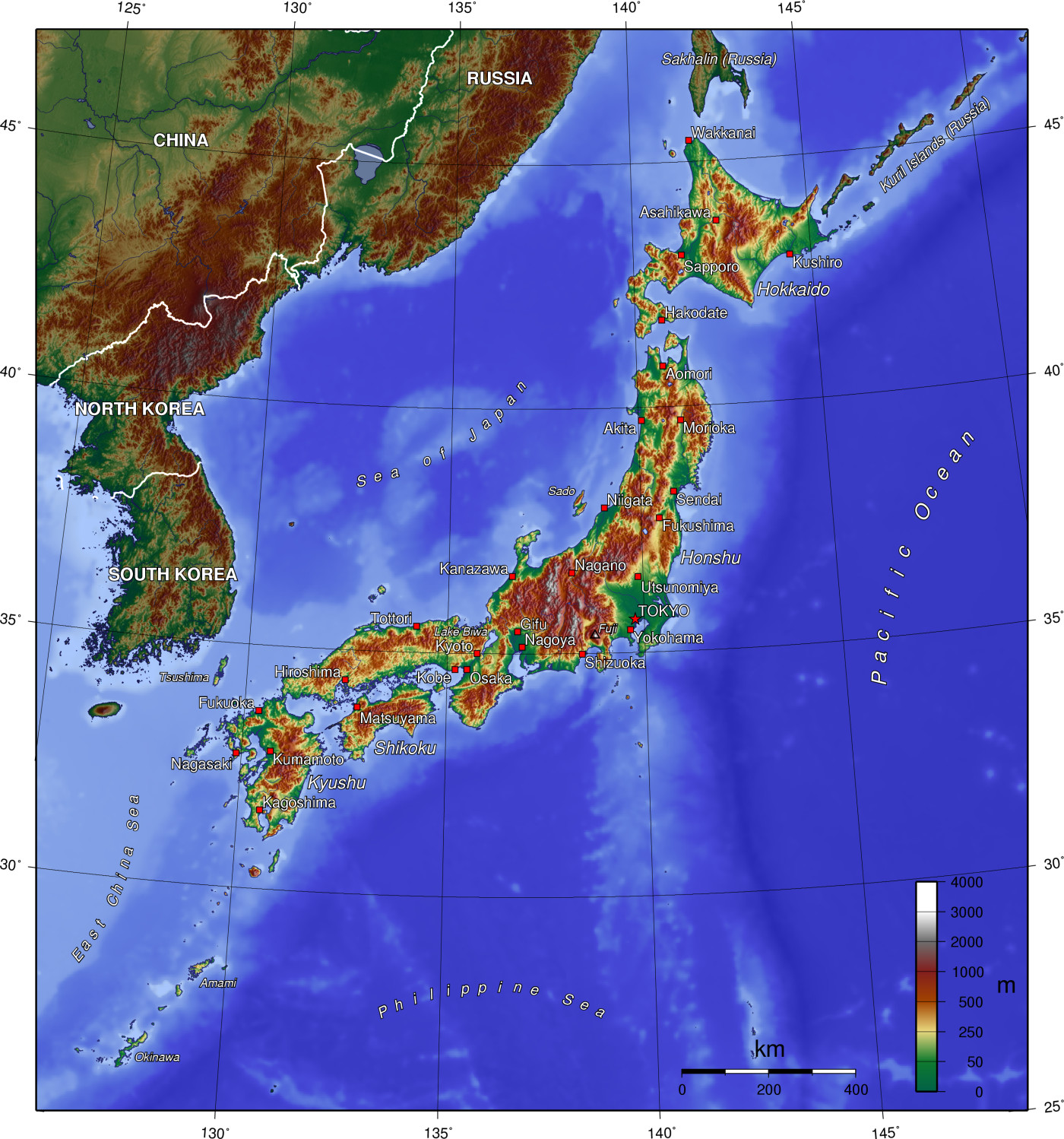
日本列島の地形図。その国土は北海道、本州、四国、九州、沖縄本島と約3,340の島から構成され、ユーラシア大陸に向かって反った弧状列島である。日本の地勢はその約75%が山地であり、地形は平均すると約40平方キロメートルの平地・海岸平地・盆地はそれぞれ縦深が約40キロメートルの隘路によって接続されており、その隘路も主要道路または鉄道一本によってのみ接続されているために複雑である。

#### 地政学的位置
日本は北東アジアに位置し、四方を海に囲まれた孤立的な多海洋型の国家である。国境が隣接する国家は日本海を挟んで北にロシア、西に日本海または対馬海峡を挟んで朝鮮半島の北朝鮮と韓国、そして東シナ海を挟んで中国、南には太平洋を挟んでフィリピンやミクロネシア諸国、東には北太平洋を挟んでアメリカ合衆国がある。
地政学的な観点からこのような日本の位置を見ると、ニコラス・スパイクマンによってランドパワーとシーパワーが対決する重要な地域であるリムランドの東端に位置していることが指摘されている。

#### 軍事地誌
基本的に日本は島国であるために陸路の接近経路を求めることはできない。しかし、狭隘な国土に人口が密集し、また東京都、名古屋、大阪、神戸、広島、福岡、仙台などの主要都市が沿岸部に集中しているために、航空優勢や制海権を持つ敵の攻撃に対して脆弱である。
さらに農業に適した温暖気候と水資源に恵まれている一方で、原油や天然ガスなど産業の基盤であるエネルギー資源に乏しいために、それらは主にシーレーンを通じた海外との交易に依拠している。
太平洋、日本海、東シナ海などの海洋を繋ぐ宗谷海峡や津軽海峡などの収束点の多くと日本は接している。例えば旧ソ連海軍のウラジオストク基地から出撃して日本海から太平洋へ進出するためには、必ず宗谷海峡、津軽海峡、対馬海峡のいずれかを通過しなければならない。また東アジア地域の幅広い地域に展開することが可能な地域にあり、例としては九州は日本海、東シナ海、太平洋のいずれにも接し、海路や空路によって韓国、北朝鮮、中国、台湾に部隊を展開することができる。

### 歴史的背景

#### 冷戦
大日本帝国の時代に日本が第二次世界大戦のポツダム宣言受諾による降伏をしてから連合国軍占領下に置かれ、大日本帝国陸軍及び大日本帝国海軍は解体され、188個師団約550万人の陸軍力と74万トン約240万人の海軍力は失われた。日本を占領したアメリカ軍を中心とする連合国軍最高司令官総司令部（GHQ）は日本の非軍事化・民主主義復活強化を占領行政の基本方針とした。そして、1947年（昭和22年）に軍事力と交戦権の放棄を謳った第9条を含む日本国憲法が施行された。
だがその後、東西冷戦が開始されGHQはそれまでの日本の占領行政の方針を大きく転換し（逆コース）、そして1948年（昭和23年）1月にケネス・クレイボーン・ロイヤル陸軍長官のサンフランシスコでの演説で「日本を極東での反共の防壁」とすることが宣言されたことに始まって日本に再軍備を命じた。さらに1950年（昭和25年）に朝鮮戦争が勃発し、戦力が不十分だった韓国軍は釜山周辺にまで後退し、北朝鮮軍が対馬海峡に接近した。米国は国際連合安全保障理事会に要求して北朝鮮の即時停戦を求める決議案を成立、全面的な軍事介入が決定された。朝鮮戦争勃発時の在日米軍は4個師団5万2,000人であったが、開戦ですぐに3個師団が朝鮮半島に派遣され、また残りの1個師団も出動が準備されていた。つまり、日本の防衛を担う軍事力が皆無となったのだった。
この事態を受けてダグラス・マッカーサー連合国軍最高司令官は日本の安全保障が大きく損なわれる危険性を危惧し、日本の独自の軍事力の必要性を認めて新たな軍事組織の新編を決断した。しかし、国内の反戦世論と近隣アジア諸国の反応を考えた上で治安維持に重点を置いた準軍事組織として1950年（昭和25年）に警察予備隊が創設されることとなった。警察予備隊は名目上は警察の支援、治安維持を任務とする組織であったが、兵力は約5万500人（海上保安庁の人員は8,000人）、管区隊の編制基準はアメリカ陸軍の歩兵師団の編制が参考にされ、職種も10種類の兵科、また装備も後に軽機関銃・重機関銃、迫撃砲、軽戦車、105ミリ榴弾砲が用いられ、規則・訓練・命令などの隊務はGHQの顧問管理グループの指導を受け、事実上の軍隊であった。このような便宜的な手法は後々まで日本の国論を二分することになり、また社会的には反自衛隊運動などが行われるなどの影響を残すことになる。またこの頃から北方を重視する軍備はこの時点で既に開始されている。
1952年（昭和27年）4月28日、サンフランシスコ講和条約及び旧日米安全保障条約発効により、連合国軍による占領終了と同時に在日米軍の駐留が継続される。警察予備隊はその後に保安隊を経て1954年（昭和29年）6月には自衛隊法と防衛庁設置法の防衛二法が成立し、1954年（昭和29年）7月1日に陸上・海上・航空自衛隊が発足した。防衛庁設置法で防衛庁の任務を「我が国の独立と平和を守り国の独立を保つ」と明確に規定した。しかしながら、作戦行動に必要である民間の物資・施設・人員の動員を定める有事法制は合意されることなく、この不完全な国防体制は半世紀もの間放置される。さらに防衛庁の設置と共に統合作戦の調整機関として統合幕僚会議が設置されるが、指揮権を巡って政権与党の自由党がその権限を抑制したために、統合運用の体制でも欠陥を抱えた。
これらは当時の日本政府の見解が憲法9条や国内の反戦世論、野党勢力などを配慮して「攻撃能力を持たないので、軍隊ではない」として、自衛隊は軍隊ではないと言う説明をし続けたことなどが関係している。
中曽根康弘元内閣総理大臣（防衛庁長官歴任）は、歴代総理の中でも防衛政策を明確にした総理の1人である。陸上戦力に偏った軍備を批判し、海上戦力と航空戦力の強化及び偵察衛星の配備を提言した。だが、中曽根総理の時代ではそれらは政府が研究するに留まり実行に移される事は無かった。その後の再軍備論争で「陸上戦力に偏重した軍備は焦土作戦、本土決戦に繋がる」と云う批判が上がった。警察予備隊の創設に見られるように再軍備で陸上戦力が先行したのは、戦後日本の経済的限界やGHQの航空禁止政策によって航空機や艦艇を十分に揃えることができなかったためである。本土陸上戦力を主体に作戦するという防衛計画についても、法整備が行えない政治状況から防衛庁としては踏み込んだ説明を行っていなかった。高度経済成長以降においては海上において敵部隊を撃滅するために海上兵力や航空兵力が大きく増強されたことから、1985年（昭和60年）の防衛白書では従来からの「小規模な侵略に対しては独力で排除」という方針に変わりはないものの、自衛隊の主要な防衛作戦として「着上陸侵攻対処」加えられ、まず「洋上撃破」を行い、上陸後の陸上作戦として「水際防御」と、それでなお侵略者を排除できなかった場合の「持久作戦」の説明が行われている。これは現在に続く着上陸侵攻対処における「沿岸海域における対処」「海岸地域における対処」「内陸部における対処」という日本の防衛計画の大きな柱となっている。
しかし近代史上において、上陸戦の成功が見込めるだけの戦力差、国力差ができた状態から、明確な上陸意図をもって進発した敵上陸軍を海上で完全に撃破できた例は無いことから、大規模侵略に対しては一貫して日米安保の堅持による対処が謳われている。また2001年（平成13年）の防衛白書より不正規型武力攻撃への対処として「ゲリラや特殊部隊による攻撃など各種侵略形態に対処するための作戦」が加えられた。

#### ポスト冷戦
1992年（平成4年）のPKO法、1999年（平成11年）の周辺事態法、2001年（平成13年）のテロ対策特別措置法、2003年（平成15年）の有事法制・イラク特措法などは、野党より専守防衛を離れ、積極的な自衛隊海外派遣を可能にするものとして批判を受けたが、年代が下るにつれ、国会では圧倒的多数で成立するようになった（ただし、イラク戦争の大義名分が問われたイラク特措法はやや様相が異なる）。
2006年（平成18年）12月15日に成立した防衛庁設置法等の改正で、2007年（平成19年）1月9日に防衛庁は防衛省に昇格した。省に昇格しても、専守防衛の国防方針に変わりはないと表明している。（◆Q4 わが国の軍事大国化につながりませんか？(PDF:127k)）これは主力装備の削減が計画的に進められていることからも、武力行使について抑制的な日本の政策に大きな変化があったと考えることは出来ない。また、同法案はこれまで「付随的任務」だった周辺事態への対応や国際連合を中心とした「国際協力」を本来任務に格上げした。冷戦後、PKOなどの戦争以外の軍事作戦により平和を維持し、創造するための活動が広く行なわれるようになった。自衛隊ペルシャ湾派遣、自衛隊インド洋派遣、自衛隊イラク派遣などがその事例として挙げられる。

## 防衛政策

### 国家安全保障戦略 (旧：国防の基本方針)
日本の安全保障政策は1957年（昭和32年）5月20日の国防会議（現在の国家安全保障会議）で策定された「国防の基本方針」で定められていた。
その方針では国防の目的は直接侵略と間接侵略を抑止し、もし侵略行為があればこれを排除することで国家の独立と平和を守ることと考えられている。そこで基本方針としては国際連合の活動を支持し、国際協調で世界平和を支援し、民生を安定化させることで安全保障の基盤を確立し、その基盤を踏まえて最低限の防衛力を段階的に整備していく。
もし外敵から侵略があれば、日米安全保障体制に基づきながら対処するものとする。このような国防の基本方針を踏まえて以下のような諸々の政策方針が定められている。
2013年（平成25年）12月17日、「国防の基本方針」に代わるものとして「国家安全保障戦略」が策定され、これに移行した。
2022年（令和４年）12月16日、国家安全保障会議及び閣議において、2013年の国家安全保障戦略を廃止し「国家安全保障戦略」（および「国家防衛戦略」「防衛力整備計画」）をが決定した。

### 専守防衛
戦後の日本の安全保障政策の基本には「専守防衛」の原則があった。専守防衛とは自衛のための最小限の防衛力を保有し、外敵からの直接侵略または間接侵略を受けてからはじめて防衛力を行使することが可能となる受動的な防衛の在り方である。専守防衛の下で実施される作戦行動の地理的範囲は日本の領域内に必ず制限されるものではないが、武力を行使するために外国に戦力を派遣することは許されない。
専守防衛のための自衛権を発動する条件としては国家に対する急迫した侵害が存在し、これを排除することが軍事的手段によってのみ可能であり、しかも最小限の武力行使に制限されなければならない。
このような指針に基づけば自衛隊の装備体系も長距離型爆撃機、攻撃型空母、大陸間弾道ミサイル などの「攻撃的兵器」を含まないよう制約されている。

### 日米安全保障体制
日米安全保障体制とは安全保障条約に基づいた日米同盟を言う。これは1952年（昭和27年）に日本国とアメリカ合衆国との間の安全保障条約が発効し、1960年（昭和35年）には日本国とアメリカ合衆国との間の相互協力及び安全保障条約に改定されており、ここでは改定後の体制について述べる。日本国内に米国は自国部隊を配備する権利を与えられており、日米の事前協議を踏まえて作戦行動をとることができる。さらに日米地位協定においては米軍の基地施設や労働者などの負担を日本政府が接受国支援として「思いやり予算」を提供することになっている。
また1978年（昭和53年）11月に策定された日米防衛協力のための指針（ガイドライン）では作戦、指揮、情報、兵站において日米連合作戦を準備している。冷戦後この日米安保体制の戦略的意義を見直し、橋本龍太郎総理大臣とビル・クリントン大統領は共同宣言を発表し、アジアと太平洋を安定させるためにアジア地域の米軍の前方展開を維持することを定めた。この宣言を踏まえて日米両政府は1996年（平成8年）に日米物品役務相互提供協定を定めて、米軍の兵站を自衛隊が担うことを制度にした。
そして日米防衛協力のための指針（新ガイドライン）を1997年（平成9年）に決定し、日本周辺の地域で米軍の兵站機能や情報機能を自衛隊が担うことを定め、日米相互協力計画を策定した。この日米安保体制が憲法解釈で禁じられている集団的自衛権に該当するかどうかについては政治的な議論がある。
2014年（平成26年）7月1日、日本政府は臨時閣議で憲法解釈の変更を行い、我が国と密接な関係にある他国が攻撃を受け、我が国の存立が脅かされた場合に必要最小限度の自衛措置として集団的自衛権を行使できるようになった。

### 武器輸出三原則
武器輸出三原則とは1967年（昭和42年）4月に佐藤内閣が明らかにした武器輸出管理における原則である。これは具体的には共産圏、国際連合決議で武器輸出が禁止された国、紛争当事国または当事国となる可能性がある国家に対しては外国為替、外国貿易管理法、輸出貿易管理令に基づいて経済産業大臣が武器輸出を許可しない方針である。
この原則は1976年（昭和51年）2月に三木内閣で発表された「武器輸出に関する政府統一見解」に発展されて、三原則対象地域には武器輸出を許可せず、また三原則対象地域以外の地域に対しても憲法前文と外国為替、外国貿易管理法に基づいて武器輸出を自重し、武器製造設備の輸出についても武器と同様に扱うと厳格化した。したがって1983年（昭和58年）以降は防衛交流に基づいて米軍への軍事技術の提供が三原則に抵触するのではないかと疑われ、日本政府は日米安保の運用のために三原則ではなく日米相互防衛援助協定に基づいて実施することと定め、武器技術共同委員会が両国政府の協議機関として創設されたことで米国に対する規制は実質的に緩和されている。
2014年（平成26年）4月1日、武器輸出三原則に代わり、防衛装備移転三原則が策定された。

### 非核三原則
非核三原則とは核兵器の不保持の方針であり、核兵器を持たず、作らず、持ち込ませずという原則を言う。この原則は参議院の商工委員会での原子力基本法に関する審議で「原子力燃料を人間を殺傷するための武器としては使わない」という合意が形成されたことに始まる。
日本は第二次世界大戦において広島と長崎に米国から核攻撃を受けた歴史的経緯があるために、その後に核兵器を持たず、作らず、持ち込ませずという原則が1957年（昭和32年）までには個々に国会審議の中で確立されていった。1967年（昭和42年）に佐藤栄作首相が非核三原則を国是として答弁し、この功績から彼は1974年（昭和49年）にノーベル平和賞を受賞している。1976年（昭和51年）に核拡散防止条約に批准する際にもこの原則が確認されている。
ただしこの原則は、国会での決議であり、法的拘束力を備えた原則ではない。この原則に従って日本は核戦力を保有していないために、核抑止能力を米国に依存することが1972年（昭和47年）に閣議決定されている。しかし、米軍が核兵器を持ち込むことでこの原則を侵害した疑いがもたれており、政治的に問題視されている。

### 防衛費
日本の一般政府歳出（%, 2019年）
ストックホルム国際平和研究所の統計によると、2023年(令和6年)度の日本の防衛費（軍事費）はアメリカ合衆国、中華人民共和国、ロシア、インド、サウジアラビア、イギリス、ドイツ、フランス、韓国に次いで世界十位である。
日本の防衛費は2013年度から増加の一途を辿っており、
2024年度予算では7兆9,496億円であった。
日本の防衛費はその経済力に比較して抑制されている。G8諸国の軍事費が2%から5%程度であるのに対して日本の防衛費は1%弱である。1976年（昭和51年）から1986年（昭和61年）まで、防衛費をGNP比で1%以内とする防衛費1%枠の政策が取られていたが、同盟国に対して防衛力の増強を求めるアメリカ政府からの圧力を受けて中曽根内閣において撤廃された。それ以後も防衛費が1%を超えたのは1987年（昭和62年）度から3年度連続の例しか存在せず、その数値も1.004％、1.013％、1.006％と僅かな超過にとどまっている。

### 国際協力活動
国際協力活動は日本の防衛政策において比較的新しいものであり、平和維持や人道支援などを含む活動である。1991年（平成3年）の湾岸戦争を契機に国際協力活動の重要性が見直され、国際貢献を目的とする海外派遣に踏み切ることになった。
日本ではこの国際貢献のあり方を見直す中で1992年（平成4年）に「PKO協力法」を成立させ、国際連合平和維持活動や国際緊急援助活動に積極的に参加する方針へ転換した。カンボジアでの平和維持活動やモザンビークの平和維持活動、ルワンダ難民救援、ゴラン高原の平和維持活動、東ティモール避難民救援、アフガニスタン難民救援などの作戦が実施された。またイラク戦争が勃発すると「イラク特措法」などの法整備によって、自衛隊の海外活動はより拡大された。
また湾岸戦争後の掃海活動やテロ対策特別措置法に基づいて多国籍軍の兵站業務を担っており、また2009年（平成21年）からのソマリア沖の海賊対策の一環として海上護衛を実施している。

## 防衛制度
まず日本の国防機構としては防衛省設置法及び自衛隊法に基づいて、実力組織である防衛省・自衛隊があり、自衛隊には作戦領域から陸上自衛隊、海上自衛隊及び航空自衛隊がある。
準軍事組織としては海上保安庁がある。自衛隊に防衛出動が命ぜられた場合には防衛大臣が海上保安庁の一部又は全部を指揮しうることとなっている。海上保安庁は軍隊（自衛隊）の一部ではない（海上保安庁法第25条）。

### 自衛隊
日本の対外的な安全保障を担っている軍事組織として自衛隊（陸上自衛隊・海上自衛隊・航空自衛隊）が運営されており、これは1954年（昭和29年）に防衛庁設置法と自衛隊法に基づいて設置された。自衛隊法では自衛隊の任務について「自衛隊は、わが国の平和と独立を守り、国の安全を保つため、直接侵略及び間接侵略に対しわが国を防衛することを主たる任務とし、必要に応じ、公共の秩序の維持に当るものとする」と定めており、国家安全保障政策を遂行する組織として位置づけられている。
自衛隊の運用については文民統制の原則に基づいて内閣総理大臣が最高指揮監督権を保有しており、日本が外部から武力攻撃を受けた場合、または武力攻撃を受ける明らかな危険が生じている場合には内閣総理大臣によって自衛隊の防衛出動を命令することができる。国家安全保障会議として1956年（昭和31年）に設置された国防会議は1985年（昭和60年）に安全保障会議として設置された（2014年（平成26年）に国家安全保障会議に改称）。国家安全保障会議では議長である内閣総理大臣の下で関係する国務大臣が議員として出席し、幹事として関係省庁の職員が出席することができる。
自衛隊に関する防衛行政を担当する省庁としては防衛庁設置法に基づいて1954年（昭和29年）に防衛庁が設置され、これは2007年（平成19年）に防衛省設置法に改称されて防衛庁は防衛省に昇格された。防衛省は防衛大臣の下で自衛隊の管理を行う。防衛省には防衛会議、統合幕僚監部、陸上幕僚監部、海上幕僚監部、航空幕僚監部、陸海空自衛隊の各部隊と各機関、情報本部、技術研究本部、装備施設本部、防衛監察本部が設置されている。特に自衛隊の統合幕僚組織である統合幕僚監部の前身である統合幕僚会議は1954年（昭和29年）に設置されていたが、2006年（平成18年）に現在の体制に移行した。統合幕僚監部は統合幕僚長の下で防衛省の防衛大臣を補佐する役割があり、陸海空各幕僚監部を通じて自衛隊が統合運用と一元的な管理が可能となるように調整を行う。具体的には統合運用による円滑な任務遂行を図る見地からの防衛及び警備に関する計画の立案、作戦計画の立案、必要な教育訓練、編成、装備、配置、経理、調達、補給、保健衛生、人事などの計画立案、必要な能率的運営の調査研究、部隊等の管理及び運営の調整、大臣が定めた方針又は計画の執行などが含まれる。このような統合幕僚監部の業務の下で各幕僚監部が各自衛隊の部隊と機関を運営している。

### 軍事財政
日本の防衛関係費（軍事費）は、国内総生産に対する 1%程度である。1976年（昭和51年）の閣議決定で、専守防衛論議とのからみで1%を超えないものとする基本方針が決定された。
1980年代には、この枠の維持が国会審議の大きな争点となったが、1982年（昭和57年）には1%枠を超えた予算編成がなされた。
なお、この比率は後に低下し、2003年（平成15年）の日本の軍事予算比率は 0.96% である。GNPにおける割合は世界的に見てかなり低い水準に抑制されており、先進国の中で最低の比率であるにも拘らず、予算規模は為替換算ではアメリカ約5,200億ドル、中国約1,200億ドル、ロシア約550億ドル、フランス約450億ドルに次いで世界第五位であるが、大部分を人件費が占めており、装備・施設の維持管理費がこれに被さる。2004年（平成16年）の防衛予算は4兆8,764億円で、一般会計予算の5.94%を占める。
2022年に「中期防衛力整備計画」が「防衛力整備計画」に改称され、2022年11月に新たな「防衛力整備計画」が発表された。この中で、2023-2027年度の歳出総額を43兆円とした。5年目の2027年度には、防衛に資する研究開発など安全保障関連の経費と合わせ、北大西洋条約機構（NATO）加盟国が目標とする対GDP比２％以上とする方針。
2024年度（令和6年度）の防衛関連予算の対GDP比は、1.6%まで上昇した。

### 兵役制度
日本では志願兵制が採用されている。これは徴兵制が憲法違反であると政府が判断しているからである。志願者は試験を経て自衛官（自衛隊員）として採用される。
志願兵制であるために景気動向によって人材採用が大きく左右され、好景気の際には人材確保が困難となる上に人材流出となりやすい。また志願兵制のために防衛関係費における人件費の割合は大きい。
予備役としては、1954年（昭和29年）から自衛官を退官した人員は予備自衛官に任官することができる。また2001年（平成13年）に自衛隊の未経験者を予備自衛官補として採用して一定の訓練教育を経て予備自衛官として採用する予備自衛官補制度が作られ、2002年（平成14年）から陸上自衛隊で、2016年（平成28年）から海上自衛隊で採用されている。

### 民間防衛
現在、日本で民間防衛組織は編制されていない。ただし有事における民間防衛活動は国民保護として法整備が行われている。民間防衛、及び国民保護を参照されたし。

## 防衛力

### 陸上自衛隊
陸上自衛隊は日本の国土の防衛警備を担当しており、着上陸作戦や空挺作戦によって領土に進入した外敵に対して排除または抵抗を行う。作戦基本部隊である師団と旅団について、陸上自衛隊では重装備を合理化して運動性を重視した即応近代化師団・旅団と本格的な侵略事態から多様な脅威に対処できる総合近代化師団・旅団の二つに部隊の特性を区分して配置している。
軍団に相当する方面隊が14万8,000名から5個編制されており、北方から順に北部方面隊（札幌駐屯地）、東北方面隊（仙台駐屯地）、東部方面隊（朝霞駐屯地）、中部方面隊（伊丹駐屯地）、西部方面隊（健軍駐屯地）が置かれている。また方面隊とは別個に陸上総隊が置かれており、これは機動運用部隊として位置づけられている。師団・旅団については8個師団と6個旅団を地理的区分に基づいて14箇所に配置する。
主要装備においては戦車が910輌、装甲車が950輌、野戦砲が660門、航空機が約500機を保有している。

### 海上自衛隊
海上自衛隊は約4万4,000人で、機動作戦を担当する自衛艦隊と近海警備を担当する5個地方隊からなる。主要装備は各種艦艇151隻(護衛艦53隻、潜水艦16隻等)、42.8万トン、航空機約310機である。主に横須賀基地(元海軍横須賀鎮守府)、呉基地(元海軍呉鎮守府)、佐世保基地(元海軍佐世保鎮守府)に艦艇が停泊している。海上自衛隊は海上保安庁と連携する時がある。

### 航空自衛隊
航空自衛隊は約4万5,000人で、主要作戦部隊は航空総隊、4個航空方面隊を管轄する。主要装備は各種航空機約500機、うち戦闘機は約370機である。

### 予備自衛官
予備役に当たる予備自衛官は自衛隊全体で約56,000人（即応予備自衛官を含む）を有する（2024年3月31日現在）。

### 在日米軍
日米安全保障条約に基き米国は日本防衛の義務を負い（同条約第5条）、そのために米軍（在日米軍）が日本に駐留している。日本は在日米軍が発揮する軍事的プレゼンスはアジア・太平洋地域における安全保障秩序の維持、日本の国防、国際問題への取り組みにおいて必要不可欠であると認識している。日米安保体制をより効果的に機能させるために、平時から日米の戦略目標の認識の共有を進め、役割分担・軍事問題や安全保障問題に関する戦略対話や政策協議に取り組み、また情報交換・運用協力・共同訓練・技術交流なども積極的に推進して体制をより強固にしようと努めている。さらに在日米軍が使用する軍事施設に関係する負担の軽減についても留意することを示している。
また、日本防衛の義務を負うものではないが、国際連合の軍隊（国連軍）も日本に駐留している。これは、朝鮮戦争における国連軍がいまだ解散していないところ、日本はこの国連軍の行動を援助しており（1951年（昭和26年）9月8日に日本国内閣総理大臣吉田茂とアメリカ合衆国国務長官ディーン・アチソンとの間に交換された公文で確認されている。）、そのため「日本国における国際連合の軍隊の地位に関する協定」（国連軍地位協定）を複数の国との間で締結し、それに基いて駐留しているものである。キャンプ座間には国連軍後方司令部が置かれている。

#### 米軍再編計画
小泉純一郎政権は米国から強化要請があったMD（ミサイル防衛）導入予算や、『思いやり予算』維持拡大、米軍基地移転費捻出を防衛予算増額ではなく、正面装備の削減で賄ったという説が流布されているが、それは事実ではない。
思いやり予算は1999年（平成11年）の2,756億円がピークで、その後は減少傾向であり、小泉内閣の最後の年度である2006年（平成18年）度は2,326億円、2009年（平成21年）度は1,928億円に減少しているので、小泉内閣時代に思いやり予算を拡大してはいない。
米軍基地移転費は2008年（平成20年）度は191億円であり、2008年度の防衛予算全体4兆7,797億円に対しては0.4%、武器購入費（装備品等購入費5,234億円＋航空機購入費1,808億円＋艦船建造費1,639億円）＋研究開発費1,153億円＋施設設備費1,200億円＋IT機器購入費776億円＝1兆1,810億円に対しては1.6%であり、その程度の比重なら、毎年の予算の武器購入費＋研究開発費＋施設設備費＋IT機器購入費の変化の範囲内の差であり、米軍再編費用のために正面装備を削減したというのは過剰な表現である。
軍事予算に対する人件費、運営費、管理費、武器購入費、研究開発費、施設建設費などの内訳や、詳細な支出項目は時代状況により変化し、年度ごとに変化するので、例年の変化の範囲内ならば、正面装備を削減というのは過剰な表現である。
2014年（平成26年）に完了する予定の、米軍の世界的再編計画と、それに伴う海兵隊のグアムへの移転の経費のうち、日本側の負担分は2009年（平成21年）現在では総額は確定していない。

## 諜報・情報機関

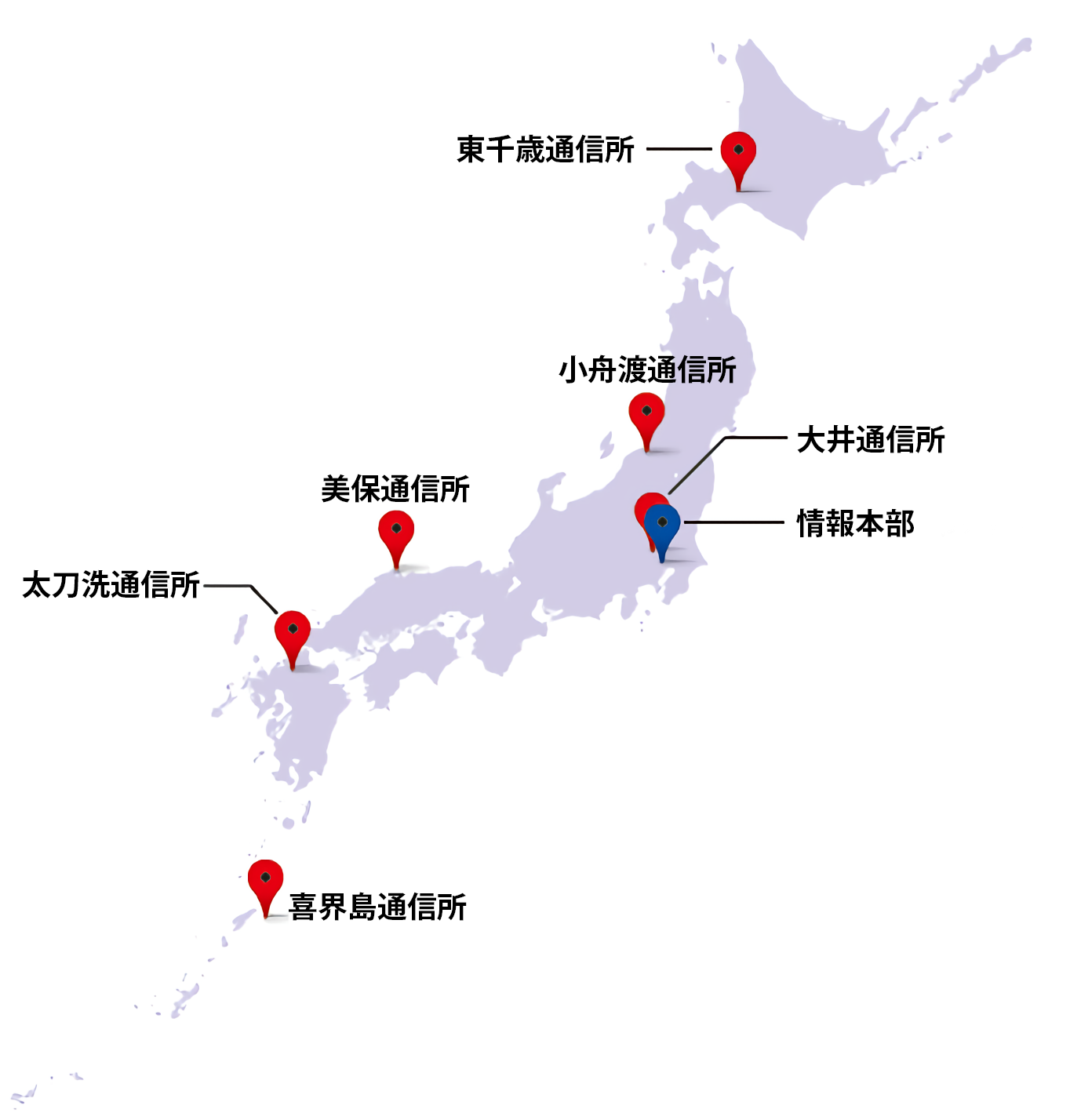
情報本部（自衛隊）の通信施設

日本の情報機関としては、内閣官房内閣情報調査室、警察庁警備局、外務省国際情報統括官組織、防衛省情報本部、法務省公安調査庁などが設立されている。各機関によって得られた機密情報やデータは内閣情報会議・合同情報会議の開催時に秘密裏に共有される。
佐藤優の分析によると、日本の諜報能力は予想を上回る能力を持っており、実際に他国の中枢に食い込んだ日本の外交官が何人もいるだけでなく、警察庁のカウンターインテリジェンス能力は世界最高水準であり、サイバー・インテリジェンスにおいても自衛隊は高い能力を持っているという。また、有事の際には国家安全保障会議設置法に基づき、国家安全保障に関する重要事項および重大緊急事態への対処を審議する目的で国家安全保障会議（NSC）が開催される。

## その他の問題

### 憲法9条問題
日本は1946年（昭和21年）11月3日公布、1947年（昭和22年）5月3日施行の日本国憲法第二章「戦争の放棄」第九条「日本国民は、正義と秩序を基調とする国際平和を誠実に希求し、国権の発動たる戦争と、武力による威嚇または武力の行使は、国際紛争を解決する手段としては、永久にこれを放棄する。」との第一項目によって、国際紛争解決のための武力保持、威嚇、攻撃の権利を放棄している。また同第二項では「前項の目的を達するため、陸海空軍その他の戦力は、これを保持しない。国の交戦権は、これを認めない。」として、軍事力と交戦権の保持を禁止している。根拠としては憲法前文の「日本国民は、恒久の平和を念願し、人間相互の関係を支配する崇高な理想を深く自覚するのであつて、平和を愛する諸国民の公正と信義に信頼して、われらの安全と生存を保持しようと決意した。」からである。
これは憲法制定当時は、世界で日本唯一のものであった。事実、多くの国の軍隊と違い、憲法制定以降70年余りの間、他国との交戦状態に入った事は一度も無い。一方で、第二項の「前項の目的を達するため（戦力を保持しない）」とあることから、あくまで「自衛」のみのために設置された「自衛隊」という実力組織が存在する。これは、1950年（昭和25年）に朝鮮戦争が勃発し、日本国内の防衛・治安維持を請け負ってきた連合国軍（米軍を中心としたGHQ）が朝鮮半島へ出兵するため、軍事力の空白を埋める目的で、アメリカ側の要請により設置されたものである。
自衛隊は軍隊であるかどうかは長らく国内外において意見が分かれており、「侵略戦争はしないし、またそのような能力も持たない。あくまで自衛目的でしかない」という意見と、「兵力を保持しているのだから軍隊と何ら変わりがない」（自衛専用の軍を保有する国が数多く現れたこともある）という意見とに分かれ論議されているが、国際的には「Japan Self Defence Force（＝日本国自衛軍）」と「軍」であるとの認識が大勢である。2001年（平成13年）、当時の小泉純一郎首相は、「自衛隊は軍隊である」と国会で発言した。また、同時に「自衛隊が軍隊ではないと言う今までの政府解釈はおかしい」とし、「憲法を改正して、国防の任に携わる人に軍隊としての正しい地位と名誉を与えるべきだ」と述べた。

### 核武装論
2010年（平成22年）現在、日本は核拡散防止条約や非核三原則から核兵器を保有していない。しかし、田母神俊雄元航空幕僚長など一部識者の間では核武装論が根強くある。
日本は原子力発電の開発に力を入れており、核技術においては世界の中でも先進国に分類される。また、再処理技術や高速増殖炉など、核兵器と密接に関連する分野においても、核非保有国の中ではもっとも進んでいるとされる。原料についても、国内に無数の原子力発電所を持ち、特にプルトニウムについて青森県六ヶ所村の核燃料再処理施設や、高速増殖炉もんじゅ等の関連施設を持つ。
また、これに関連して、大陸間弾道ミサイルなどの弾道弾と密接につながる宇宙ロケット開発においても、日本は有人宇宙飛行こそ行っていないものの、静止軌道に人工衛星を投射する能力を持ち、世界最高水準の技術を保有している。ただし、実質的に打ち上げ能力のみであり、ミサイルとして重要な大気圏再突入に関しては、数えるほど（日本における大気圏再突入）で経験が不足している。
その為、国内外から、「現状では保有していないが、必要ならば生産できる準備のある」国家と見られる向きもある。しかしながら「核武装可能」という事実を以って、この事を外交カードとみなす政治評論家もいる。中西輝政などの日本の核武装を主張する論者からは、北朝鮮の脅威に対抗して核武装の準備を進めるべきとの見解が出されている。
なお、中曽根康弘元首相の自伝「自省録」によると、中曽根が防衛庁長官時代の1970年（昭和45年）に、極秘研究として「日本が核兵器を開発できる可能性」について検討を行ったが、結論は、「期間5年以内、費用約2,000億円で実現可能。ただし国内に核実験場が持てないので現実的に不可能」であった。核を抑止力として保有する場合、核実験を行い、実用的な核兵器を保有している事実を公開する必要がある。しかし、現在の日本の国土情勢と市民感情では核実験場を建設することは非常に困難である。このため、たとえ核兵器を保有できたとしても、他国が行って来たドクトリンと同様に核兵器を運用することは、ほとんど不可能である。

### 提言
以下の軍事力改革が学者・民間人によって提言されている。
- 無人兵器の開発（海上保安庁は既に無人偵察機を導入している。また、陸上自衛隊は無人ヘリコプターの遠隔操縦観測システム（FFOS）は既に量産化、配備し、航空自衛隊はF-15J戦闘機から分離されて空中発進するタイプの無人偵察機を2010年に配備する予定[24]）
- インターネットを利用した高度な戦術を可能とするネットワークの構築（防衛情報通信基盤を構築）
- 偵察衛星の打ち上げ（2009年現在、光学衛星とレーダー衛星の2機でペアを組み、2組4機で運用中。また、2014年には最大分解能を40センチ以上に引き上げ、米軍運用の偵察衛星に次ぐ性能の光学衛星を打ち上げる予定）
- 通信衛星の打ち上げ。情報通信能力が平時でも飽和状態にある自衛隊では、今後、海外派遣が増加すると長距離通信能力が限界を超え、この応急処置に現場が国際携帯電話を使用することで、通信の秘匿性も失われると予想されている。
- ヘリ空母の配備（ヘリ空母相当の能力を持つひゅうが型護衛艦、いずも型護衛艦を2017年現在4隻運用中）
- ICBMの保有
- 核兵器の保有
- 対中国向け巡航ミサイルの保有（2004年に射程300キロの巡航ミサイルの導入が検討されたが、見送られた。しかし、独自開発及び外国からの購入を含め保有の動きはある）
- 正規空母の保有

一方、元自衛隊関係者による提言は以下のとおり
- 軽空母の保有
- 原子力潜水艦の保有
- 空中給油機の保有（政府に保有の承認を受け2006年度より配備。2017年現在、4機運用中）
- 宇宙軍の創設（宇宙軍を創設しない代わりに、内閣衛星情報センターを設置した。また、2008年に宇宙基本法が発布され、防衛目的の宇宙開発が可能となった。）
- アメリカ海軍のイージス艦とのイージスシステムのリンク

### 日本の軍事に対する諸外国からの期待・要望・提言・働きかけ
※諸外国の国内経済状況や外交政策の転換、国際情勢の変化により、期待・要望・提言・働きかけが撤回される可能性もある。
- アメリカ合衆国は、日本が憲法9条を改正して、アメリカ合衆国の対外的な武力行使に協力し、米軍と共に作戦行動する（例えばイギリスと同等に）軍事政策に転換することを期待している。[独自研究?]
- オーストラリアは、定期的な防衛首脳会議や、オーストラリア国内の基地での自衛隊・オーストラリア国防軍の共同訓練を提案している。なお、2007年3月には、安全保障協力に関する日豪共同宣言に署名している。また、2010年5月19日には、両国は「物品役務相互提供協定（ACSA）」に署名している。日本がACSAを結ぶのは、アメリカに続き2ヶ国目である[25][26]。
- 中華民国（台湾）の陳水扁総統は「日本と台湾は軍事同盟の関係にある」と述べた[27]。また、台湾、日本、アメリカとの軍事同盟を提言していた[28][リンク切れ]が、中国国民党などは反対している。
- タイは、防衛大学校に留学生を派遣している。
- インドは、2008年10月に、日本国とインドとの間の安全保障協力に関する共同宣言に署名している。